# Pieter De Rudder

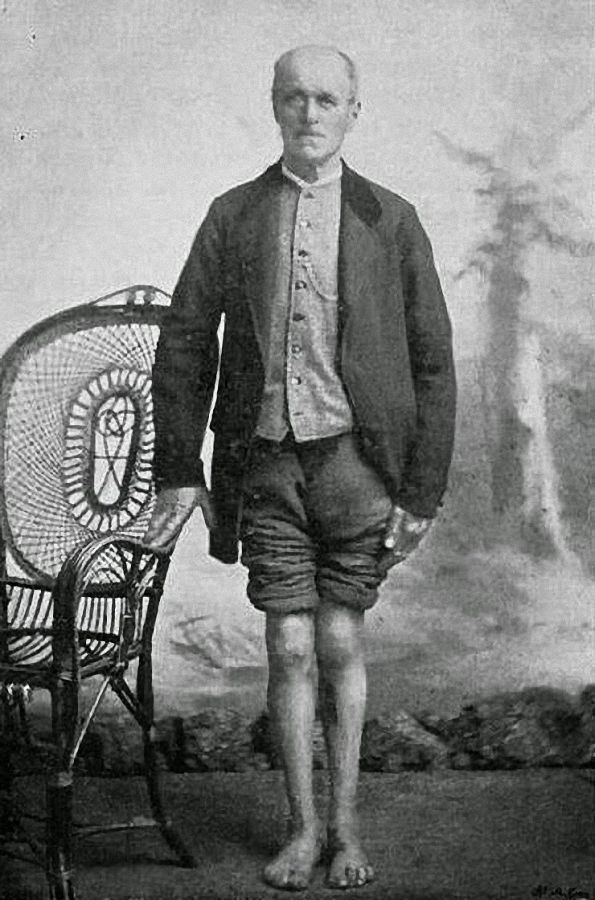
De Rudder in 1893

Pieter De Rudder, in veel Franstalige boeken Pierre De Rudder genoemd, (Jabbeke, 2 juli 1822 – 22 maart 1898) was een Belgische man wiens herstel van een beenbreuk door de Rooms-Katholieke Kerk als miraculeus wordt erkend. Het is een van de beroemdste "mirakelen van Lourdes", hoewel de genezing niet plaatsvond in Lourdes zelf, maar in een heiligdom van Onze-Lieve-Vrouw van Lourdes te Oostakker, bij Gent. Een bronzen afgietsel van zijn beenderen is tentoongesteld in het Medisch Bureau van Lourdes.

## Het dossier
Op 16 februari 1867, te Jabbeke (West-Vlaanderen), breekt de val van een boom de twee beenderen (scheenbeen en kuitbeen) van het linkerbeen van Pieter De Rudder, een landarbeider in dienst van burggraaf Albéric du Bus de Gisignies. Meerdere geneesheren verzorgen hem tevergeefs en een van hen beveelt de amputatie aan, die door De Rudder of door de burggraaf wordt geweigerd. De medische zorgen worden stopgezet op een niet nader bepaald tijdstip.
De Rudder krijgt van de burggraaf een pensioen, dat onderpastoor Rommelaere van Jabbeke als "schoonen loon" aanduidt. De burggraaf sterft op 26 juli 1874 en het pensioen wordt afgeschaft door zijn erfgenaam. Op 7 april 1875, achtenhalve maand na de afschaffing van dit pensioen, dat zeven jaar geduurd heeft, gaat De Rudder Onze-Lieve-Vrouw van Lourdes te Oostakker aanroepen en in het heiligdom zelf proclameert hij zijn genezing. Hij toont een litteken dat, indien men een latere (en, in bedoeling, aan de bovennatuurlijke thesis gunstige) getuigenis gelooft, onmiddellijk na de genezing als oud uitziet.
De behandelend geneesheren weigeren een attest af te leveren aan de priesters van de parochie, die zich in 1875 tevreden stellen met als ooggetuigen, vader en zoon, twee geburen en vrienden van De Rudder. Deze twee getuigen ondertekenen eenzelfde attest, opgesteld door de onderpastoor van Jabbeke, waaruit blijkt dat zij, de dag voor de bedevaart, het gebroken been van De Rudder gezien hebben en dat de twee gebeenderen door het vel oprezen. Het attest vermeldt dat een derde persoon, een inwoonster van het dorp, die het attest niet ondertekent, dezelfde vaststellingen zou gedaan hebben twee dagen voor de bedevaart.
Bisschop Faict van Brugge vraagt in een brief inlichtingen aan Van Hoestenberghe, een geneesheer die verklaart niet de behandelend geneesheer te zijn geweest maar louter uit nieuwsgierigheid het been had onderzocht. Van Hoestenberghe antwoordt in april en mei 1875. Deze twee brieven, die verloren geraken in het bisdom vóór het canoniek onderzoek dat tot de erkenning van het mirakel door bisschop Waffelaert in 1908 zal leiden, zullen maar in 1956 teruggevonden worden. Mgr. Faict zelf stelt geen canoniek onderzoek in.
Verriest, de langstlevende van de behandelend geneesheren wier namen onthouden werden, sterft te Brugge op 3 augustus 1891. Ongeveer één jaar later, ter gelegenheid van de jaarlijkse Belgische bedevaart van augustus 1892 naar Lourdes, uit Van Hoestenberghe zich voor de eerste keer in het openbaar. Hij schrijft twee brieven aan Boissarie, voorzitter van het Bureau des Constatations médicales (Bureau van medische vaststellingen) te Lourdes, waarin hij op het geval De Rudder wijst, zeggend dat hij het been, toen het nog ziek was, had onderzocht en dat hij enkel tot een mirakel kan besluiten. Deze brieven geven aanleiding tot een reeks onderzoeken vanwege verschillende katholieke overheden. De ooggetuigen, die, zoals wij het gezien hebben, in 1875 slechts twee in getal waren, verveelvoudigen zich in de loop van de tijd, zo ook de onderzoeken van het zieke been, die Van Hoestenberghe zegt te hebben gedaan. Voor de bisschoppelijke commissie waarvan het verslag tot de erkenning van het mirakel zal leiden, beweert hij in 1907 dat hij het zieke been tien of twaalf keer onderzocht, de laatste keer een maand of vier voor de bedevaart van De Rudder.
De datum van het laatste onderzoek is belangrijk, omdat naar de mening van meerdere katholieke geneesheren, de enige reden om de genezing van de Rudder als wonderbaarlijk te beschouwen, in het getuigenbewijs ligt dat zij ogenblikkelijk optrad.
De antwoorden van april en mei 1875 van Van Hoestenberghe aan bisschop Faict, die verloren waren op het ogenblik van het canoniek onderzoek, worden teruggevonden in 1956 en gepubliceerd in 1957. In het tweede van deze antwoorden zegt Van Hoestenberghe dat hij het zieke been maar één keer had gezien, meer dan drie jaar voor de bedevaart. Nochtans zou hij, zoals hierboven vermeld, voor de commissie van 1907-1908 verklaren dat hij het been tien of twaalf keer, de laatste keer een maand of vier voor de bedevaart, had onderzocht.
Kanunnik De Meester, die promotor van de zaak was bij het onderzoek van 1907- 1908, blijft geloven, ondanks de brieven van 1875, dat Van Hoestenberghe meerdere onderzoeken deed van het zieke been en dat het laatste onderzoek ongeveer vier maanden voor de bedevaart plaatsvond. Ten gunste van deze mening haalt hij notities aan die Dr Van Hoestenberghe pas na de bedevaart van De Rudder zegt te hebben genomen. Het gaat om notities waarvan Van Hoestenberghe voor de eerste keer in 1899 sprak, toen twee Paters Jezuïeten hem lieten opmerken dat hij de zorgen van wijlen Verriest in 1875 had geplaatst, wat, vergeleken met andere bronnen, te laattijdig schijnt te zijn. De notities overwinnen deze tegenwerping: "Verriest 75". Deze aantekeningen hebben nog dit bijzondere karakter dat zij in tegenstrijdigheid zijn met de brieven van 1875 aan Mgr. Faict, niet alleen betreffende het aantal en de datum van de onderzoeken die Van Hoestenberghe van het zieke been deed, maar ook betreffende de datum van het onderzoek dat hij van het genezen been deed na de bedevaart: 9 april 1875 volgens de nota's, terwijl hij op 15 april 1875 aan Mgr. Faict schreef dat hij nog geen tijd had gehad om het genezen been te onderzoeken. De aantekeningen, die op een uitzonderlijke plaats lagen in het notitieboek van Van Hoestenberghe: de binnenomslag, en niet hun chronologische plaats tussen de pagina's, zijn nu enkel nog op foto raadpleegbaar, want zij blijken in het bisdom te zijn verdwenen, met de rest van het notitieboek.